# Thierry Baudet
Thierry Henri Philippe Baudet (Heemstede, 28 januari 1983) is een Nederlands politicus en auteur. Sinds 2017 zit Baudet namens Forum voor Democratie (FVD) in de Tweede Kamer.
Baudet richtte in 2015 FVD als denktank op. Hij was in 2016 een van de initiatiefnemers van het Oekraïne-referendum en gold als een drijvende kracht van het tegenkamp, dat het referendum won.
FVD werd daarna omgevormd tot politieke partij, met Baudet als politiek leider. Het gedachtegoed van de partij wordt onder meer als nationaal-conservatief, radicaal-rechts en populistisch gedefinieerd.

## Levensloop

### Afkomst en jeugd

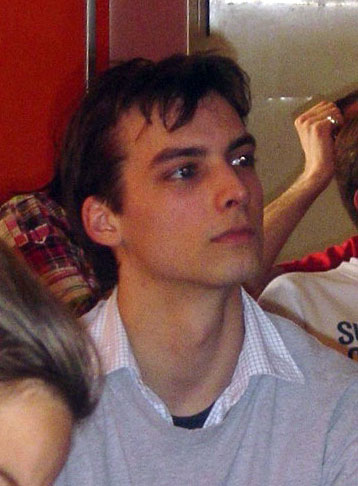
Baudet als student in 2006

Baudet is een zoon van een pianodocent die doceerde aan het Koninklijk Conservatorium, een kleinzoon van de hoogleraar in de sociale en economische geschiedenis Henri Baudet (1919–1998), die op zijn beurt een zoon was van de wiskundige Han Baudet (1891–1921). De familie is afkomstig uit Maubeuge. Daarnaast is hij van Indische komaf via zijn overgrootmoeder aan vaderskant, Ernestine van Heemskerck.
Van 1988 tot 1994 zat Baudet op een Haarlemse basisschool. Zijn ouders scheidden toen hij nog vrij jong was en Baudet woonde zowel bij zijn vader als zijn moeder. Hij gaf in zijn manifest uit 2009 aan dat het de scheiding, die hij naar eigen zeggen zwaar vond, was geweest die hem politiek kleurde. In 1994 ging hij naar het Stedelijk Gymnasium in Haarlem.

### Studietijd en promotie
Na het behalen van zijn gymnasiumdiploma ging hij in 2001 geschiedenis studeren aan de Universiteit van Amsterdam. In 2002 kwam daar de studie rechten bij. In 2006 behaalde hij zijn doctoraalexamen voor rechten en een academische bachelor voor geschiedenis. In 2007 trad Baudet in dienst van de Universiteit Leiden als docent rechten. Onder begeleiding van Paul Cliteur en Roger Scruton schreef Baudet zijn proefschrift The Significance of Borders: Why Representative Government and the Rule of Law Require Nation States, waarop hij op 21 juni 2012 promoveerde. Een handelseditie verscheen later dat jaar onder de titel De Aanval op de Natiestaat. Dit proefschrift en de verdediging ervan zijn omgeven door controverse: meerdere opponenten, onder wie Tom Eijsbouts en Laurens Jan Brinkhorst, hadden kritiek op het lage wetenschappelijke niveau van het onderzoek. Een lid van de promotiecommissie stemde zelfs tegen de promotie, iets wat zeer zelden gebeurt. Het lid van de promotiecomissie Andreas Kinneging noemde Baudet's proefschrift echter bovengemiddeld.
In 2009 bracht hij in gezelschap van student geschiedenis Geerten Waling een bezoek aan Jean-Marie Le Pen, de oprichter van het Front National. In 2012 bezocht het duo Le Pen nogmaals om hem Baudets proefschrift De aanval op de natiestaat aan te bieden.
Begin deze eeuw was Baudet actief als presentator en maker van het programma Per Definitie bij de lokale radiozender AmsterdamFM. Later presenteerde hij ook een programma voor nieuwszender BNR Nieuwsradio. In de tijd dat hij werkzaam was in Leiden schreef Baudet voor het universiteitsblad Mare. Ook had hij in 2011 en 2012 een tweewekelijkse column in NRC Handelsblad. Vanaf januari tot december 2013 was Baudet als postdoc bij hoogleraar Paul Scheffer verbonden aan de Universiteit van Tilburg.
Rond 2015 was Baudet enige tijd vaste invaller bij het PowNed-radioprogramma Echte Jannen. Daarnaast trad hij regelmatig op in het PowNed-tv-programma Studio PowNed om commentaar te leveren op het nieuws van de voorgaande week, tezamen met zakenman Erik de Vlieger en PowNed-directeur Dominique Weesie.

### Politieke carrière
Baudet was bevriend met Jort Kelder. Eind augustus 2016 zocht hij deze op en vertelde hem dat hij geen inkomsten meer had en daarom had besloten de politiek in te gaan. Tegelijkertijd zag hij dit volgens Kelder als een bijna messianistische opdracht. Baudet wilde dat Kelder meedeed, maar die voelde niets voor een carrière in de politiek.
Op 26 september 2016 kondigde Baudet bij het EO-radioprogramma Dit is de Dag aan met Forum voor Democratie de politiek in te willen om meer directe democratie te bewerkstelligen. De partij nam deel aan de Tweede Kamerverkiezingen van 15 maart 2017 met Baudet als lijsttrekker en behaalde twee zetels. Op 28 maart 2017 hield hij zijn maidenspeech in de Tweede Kamer in het Latijn met een poging een uitspraak van Cicero te variëren, wat kritiek opriep.
Op 12 oktober 2017 had Baudet in een Amsterdams hotel een ontmoeting met de prominente Amerikaanse alt-right-extremist Jared Taylor. Taylor waarschuwde al tientallen jaren dat "het blanke ras" door "rassenmenging aan het uitsterven is". Baudet verklaarde de ontmoeting met de uitspraak "voor ons geldt: onderzoek alle dingen en behoud het goede". Een woordvoerder van Forum voor Democratie verwierp de conclusie dat Baudet racistische of antisemitische denkbeelden zou hebben: "FVD staat voor een open, tolerant, democratisch Nederland waar individuele eigenschappen bepalend zijn; en niet sociale klasse, huidskleur, ras, geslacht of seksuele geaardheid."

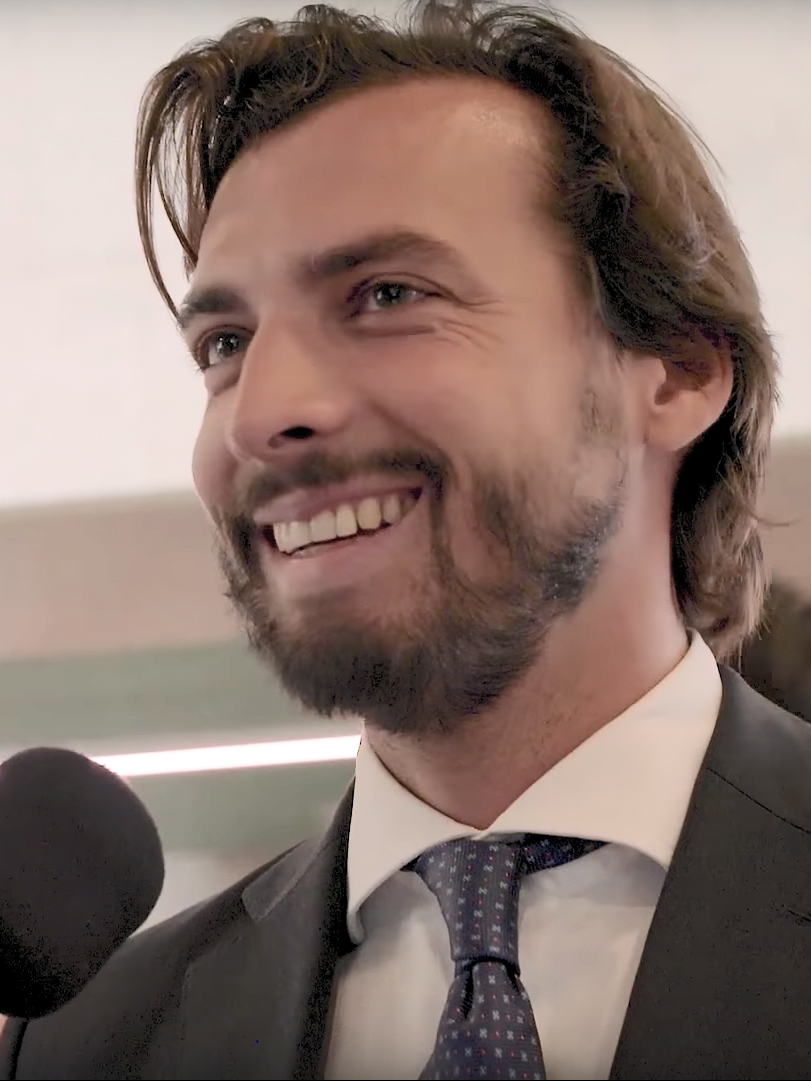
Baudet in 2018

In februari 2018 had hij een debat met Femke Halsema georganiseerd door De Balie, waarin hij weigerde in te gaan op uitspraken uit 2016 van Yernaz Ramautarsing, de nummer twee op de Amsterdamse kandidatenlijst van FVD voor de gemeenteraadsverkiezingen van 21 maart 2018, over het verschil in IQ tussen volkeren. Minister en vicepremier Kajsa Ollongren bekritiseerde Forum voor Democratie en hem hierop in haar Burgemeester Dales Lezing enkele dagen erna: Baudet wil "sommige Nederlanders dus anders behandelen dan andere". Baudet deed hierop aangifte wegens smaad en laster. Waar hij eerder weigerde zich uit te spreken zei hij in het debat op 10 februari dat hij het evenals Theo Hiddema eens was met de uitspraken van Ramautarsing. Toch moest Ramautarsing zich naar aanleiding van die affaire van de kandidatenlijst terugtrekken. Baudet zelf werd bij diezelfde verkiezingen met voorkeurstemmen in de gemeenteraad van Amsterdam verkozen, maar koos er niettemin voor om zijn zetel niet in te nemen.
In 2018 ontving hij de Prijs voor de Vrijheid van de Vlaamse klassiek-liberale denktank Libera!.

### Provinciale Statenverkiezingen 2019
Forum voor Democratie kreeg landelijk met 14,53 procent de meeste stemmen bij de Provinciale Statenverkiezingen op 20 maart 2019. In de commentaren werd de opkomst van Baudet vergeleken met die van Pim Fortuyn. Baudet baarde opzien met zijn verkiezingstoespraak, die gelardeerd was met klassieke en filosofische verwijzingen, zoals "De uil van Minerva spreidt zijn vleugels bij het vallen van de avond". Baudet sprak verder onder andere van "duurzaamheidsafgoderij" en "klimaathekserij", oikofobie, de "ondermijning" van Nederland door universiteiten en het tegengaan van "ongecontroleerde migratie". Ook noemde hij het beladen ideaal van de terugkeer naar een boreaal Noord-Europa. Volgens sommige critici had deze toespraak een fascistisch karakter. Baudet sprak dit later via Twitter tegen en bedoelde met "boreaal" naar eigen zeggen "noordelijk" (als in Aurora borealis) en doelde daarmee op de westerse beschaving.
Twee maanden later, bij de Europese Parlementsverkiezingen 2019 in Nederland, was Baudet lijstduwer op de kandidatenlijst. De partij haalde 10,96 procent van de stemmen, een daling die geweten werd aan de ophef. Baudet zelf werd met voorkeursstemmen verkozen, maar zag af van zijn zetel.

### Leiderschapscrisis
Op 20 november 2020 hield FVD een diner met de top-10 kandidaten voor Tweede Kamerverkiezingen in 2021. Tijdens het diner viel Baudet uit richting Joost Eerdmans, die eerder intern kritiek geuit had op Baudets coronastandpunten. Baudet herhaalde die standpunten, en zei dat corona de wereld ingebracht was door George Soros. Nicki Pouw-Verweij bevroeg hem over aanpakken van antisemitisme binnen Jongerenorganisatie Forum voor Democratie (JFVD), waarover HP/De Tijd in april van dat jaar gepubliceerd had. Baudet reageerde daarop met "Waar komt jouw kruistocht tegen het antisemitisme vandaan?" en "Bijna iedereen die ik ken is antisemiet".
Op 21 november publiceerde Het Parool wederom over antisemitisme binnen de jongerenorganisatie. De positie van Baudets vriend Freek Jansen, die voorzitter van de jongerenorganisatie was, kwam daardoor intern onder druk te staan. 23 november gaf Jansen intern aan zijn zevende plek op de kandidatenlijst op te geven, maar zag na interventie van Baudet daar van af. Die avond kondigde Baudet echter aan op te stappen als partijleider en lijsttrekker, omdat hij het oneens was met de "trial by media" van Jansen. Onder aanhoudende interne druk kondigde Baudet de volgende dag aan zijn voorzitterschap op te geven, en zag Jansen alsnog af van zijn plek op de lijst.
Op 25 november kondigde Baudet echter een leiderschapsverkiezing aan, waaraan hij zelf zou deelnemen. De meerderheid van het partijbestuur - waar hij nog steeds deel van uitmaakte - was verrast en wilde Baudet royeren. Die dag lekte ook een brief van Pouw-Verweij aan het bestuur uit, waarin ze over de uitspraken van Baudet tijdens het diner van 20 november vertelt. Meerdere aanwezigen bevestigden vervolgens dat verhaal. Er volgden een aantal dagen waarin voor- en tegenstanders van Baudet ruzie maakten over de toegang tot het partijkantoor, de social media accounts en wie nog in het bestuur zat.
Uiteindelijk vond op 3 en 4 december een referendum plaats met de vraag "Wilt u dat Thierry Baudet de partijleider blijft van FvD?". 76 procent van de 37.000 stemmers stemden uiteindelijk voor Baudet. Naar aanleiding van de gebeurtenissen en de uitslag verlieten veel partijprominenten de partij, waaronder Statenleden, de meeste Eerste Kamerleden en alle Europarlementariërs. Dit leidde uiteindelijk tot de oprichting van politieke partij JA21.

### Tweede Kamerverkiezingen 2021 en daarna
Enkele maanden na de leiderschapscrisis was Baudet bij de Tweede Kamerverkiezingen 2021 opnieuw lijsttrekker. Hij behaalde 245.323 voorkeurstemmen, net meer dan de nummer 2, Wybren van Haga.
FVD behaalde acht zetels, maar twee maanden later verlieten Van Haga, Olaf Ephraim en Hans Smolders de fractie met medeneming van hun zetels, vanwege het vergelijken van coronamaatregelen met de Duitse bezetting van Nederland.
Naast zijn Kamerlidmaatschap is Baudet bestuurder bij de Amsterdam Media Group BV. Hij weigert echter deze functie te laten registreren in het nevenactiviteitenregister van de Tweede Kamer, alhoewel hij daar krachtens de Regelingen integriteit van de Kamer wel toe gehouden is. De Tweede Kamer schorste hem in oktober 2022 voor zeven dagen. Zijn fractiegenoten Gideon van Meijeren en Freek Jansen werden vanwege hetzelfde feit berispt. Het was voor het eerst in de geschiedenis dat de Kamer zo'n besluit nam.
Van 6 februari tot 29 maart 2023 was Baudet tevens Statenlid in Noord-Holland, waar hij Joyce Vastenhouw verving. Hij werd als lijstduwer in 2019 al met 56.154 voorkeurstemmen verkozen, maar besloot destijds zijn zetel niet in te nemen. Voor de Provinciale Statenverkiezingen 2023 was hij wederom lijstduwer in Noord-Holland.
In januari 2025 kreeg Baudet zijn tweede kind. Per 14 januari verliet hij tijdelijk de Tweede Kamer, om met vaderschapsverlof te gaan. Hij had afgesproken dat Lidewij de Vos zijn zetel overnam. Per 1 april 2025 keerde hij terug in de Tweede Kamer.

## Politieke standpunten
Baudets uitlatingen, politieke standpunten en retoriek worden omschreven als radicaal-rechts, waarbij hij volgens historicus Robin te Slaa "op zijn minst flirt met de fascistische ideologie". Daarbij zou hij geïnspireerd zijn door Marine Le Pen, volgens onder meer Nicolaas P. Barr en Marijn Kruk. Baudet maakt volgens Jan Willem Duyvendak en Josip Kešić gebruik van (raciaal) nativisme.

### Politiek en democratie

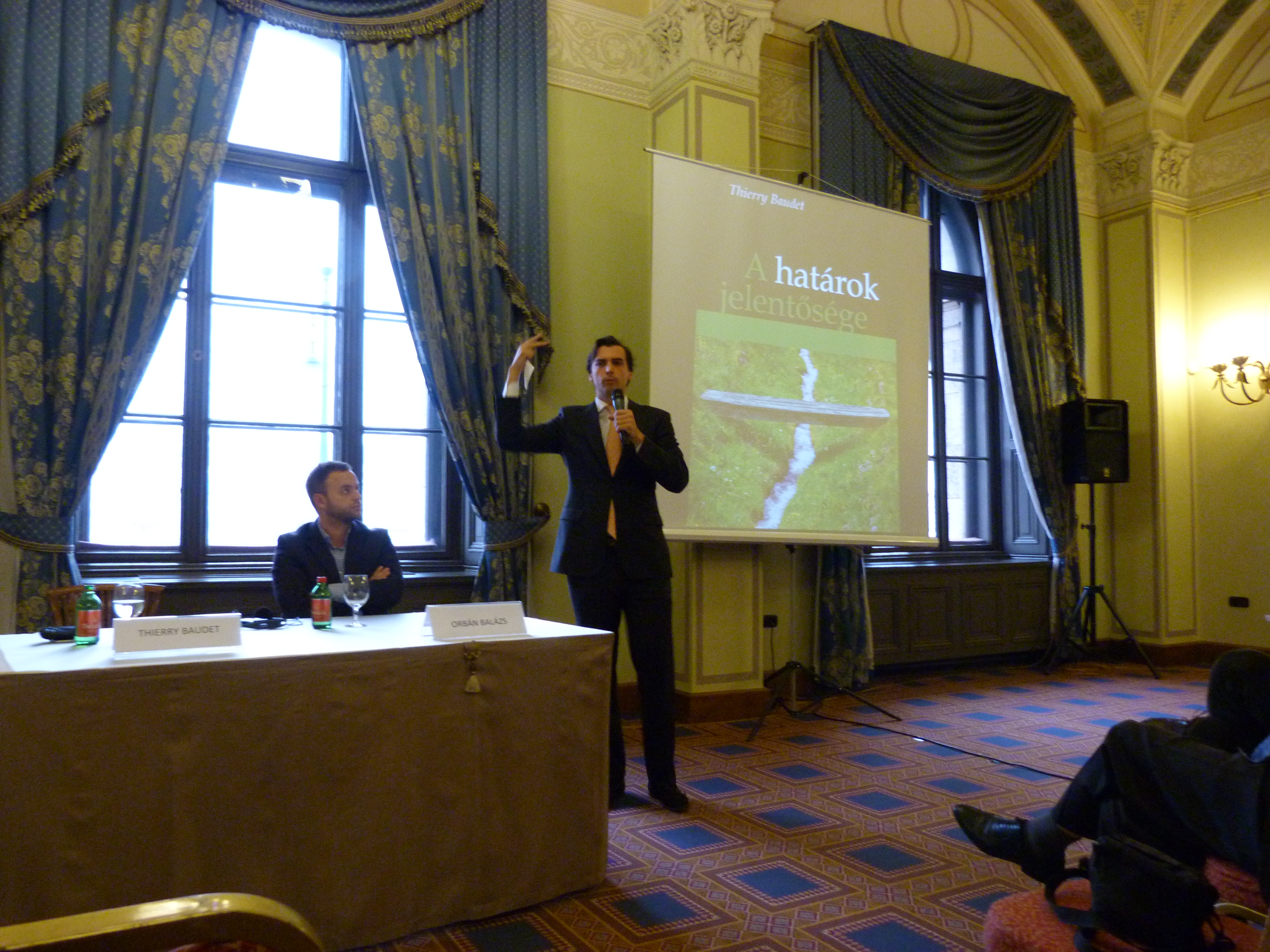
Baudet spreekt in Boedapest in 2016

De Aanval op de Natiestaat, het proefschrift dat Baudet schreef onder begeleiding van Paul Cliteur en Roger Scruton, gaat over nationale identiteit, Europese eenwording en multiculturalisme. Baudet betoogt in zijn onderzoek dat de democratische rechtsstaat alleen kan functioneren binnen de context van de natiestaat. Supranationalisme, zoals onder meer belichaamd door de Europese Unie, de Wereldhandelsorganisatie, het Europees Hof voor de Rechten van de Mens en het Internationaal Strafhof, is volgens hem onverenigbaar met de democratische rechtsstaat. Dit zou het geval zijn omdat de democratische rechtsstaat volgens hem landsgrenzen nodig heeft, een zekere sociale cohesie onder de bevolking en soevereiniteit in de vorm van een parlement dat verantwoording verschuldigd is aan de bevolking. Dit proefschrift ontlokte kritiek uit juridische en historische kring.
Nationalisme acht Baudet juist wenselijk, zo niet essentieel voor het functioneren van de democratie. Om de soevereiniteit van de Nederlandse bevolking te vergroten wil Baudet dat Nederland zo snel mogelijk vertrekt uit de EU. Om diezelfde reden heeft hij zich kritisch uitgelaten over het Nederlandse lidmaatschap van de NAVO. Daarnaast pleit hij voor meer directe democratie in de vorm van bindende volksraadplegingen naar Zwitsers voorbeeld en gekozen burgemeesters. Ook laat Baudet zich met regelmaat kritisch uit over de invloed van de rechtspraak: rechters nemen in zijn ogen te vaak politieke beslissingen. "Activistische rechters doen milieu-activistische uitspraken en gaan daarmee hun boekje te buiten", stelde Baudet in januari 2020, kort nadat de rechter in de Urgenda-zaak had geoordeeld dat de Nederlandse staat meer moest doen om klimaatverandering te bestrijden. "De rechter ondermijnt zijn eigen positie. Wie bewaakt de bewakers?"
In oktober 2017 pleitte Baudet voor een onderzoek naar de invloed van de Hongaars-Amerikaanse zakenman en filantroop George Soros in Nederland. Volgens Baudet is George Soros "mordicus tegen het idee van soevereine staten" en moet de invloed van George Soros tijdens het Oekraïne-referendum in kaart worden gebracht. Baudet prees Viktor Orbán, de premier van Hongarije, voor zijn houding tegenover George Soros.
Baudet vergeleek in een interview met de extreemrechtse blog PI-NEWS in januari 2022 de "intimidatiemethoden" van de Nederlandse politie bij het optreden tegen demonstrerende coronasceptici met de onderdrukking van dissidenten in het voormalige Oostblok. Hij noemde deze methoden "karakteristiek voor alle totalitaire regimes". Volgens Baudet is Nederland op weg een totalitaire staat te worden. In het interview zei hij ook dat sinds de 1970er jaren 'Big Business' en politici elkaar ontmoeten in organisaties als het World Economic Forum en een strategie volgen om de 'macht van Big Business' en 'Big Governance' te versterken. Big Business zou als doel hebben het midden- en kleinbedrijf te verslinden en Big Governance zou de nationale identiteit willen uitroeien door de massa-immigratie te bevorderen, de nationale soevereiniteit uit te hollen en de "uitvinding  van de zogenaamde dreigende catastrofes door de klimaatverandering". Hun gemeenschappelijke vijand is volgens hem natiestaat.

### Identiteit, immigratie en integratie

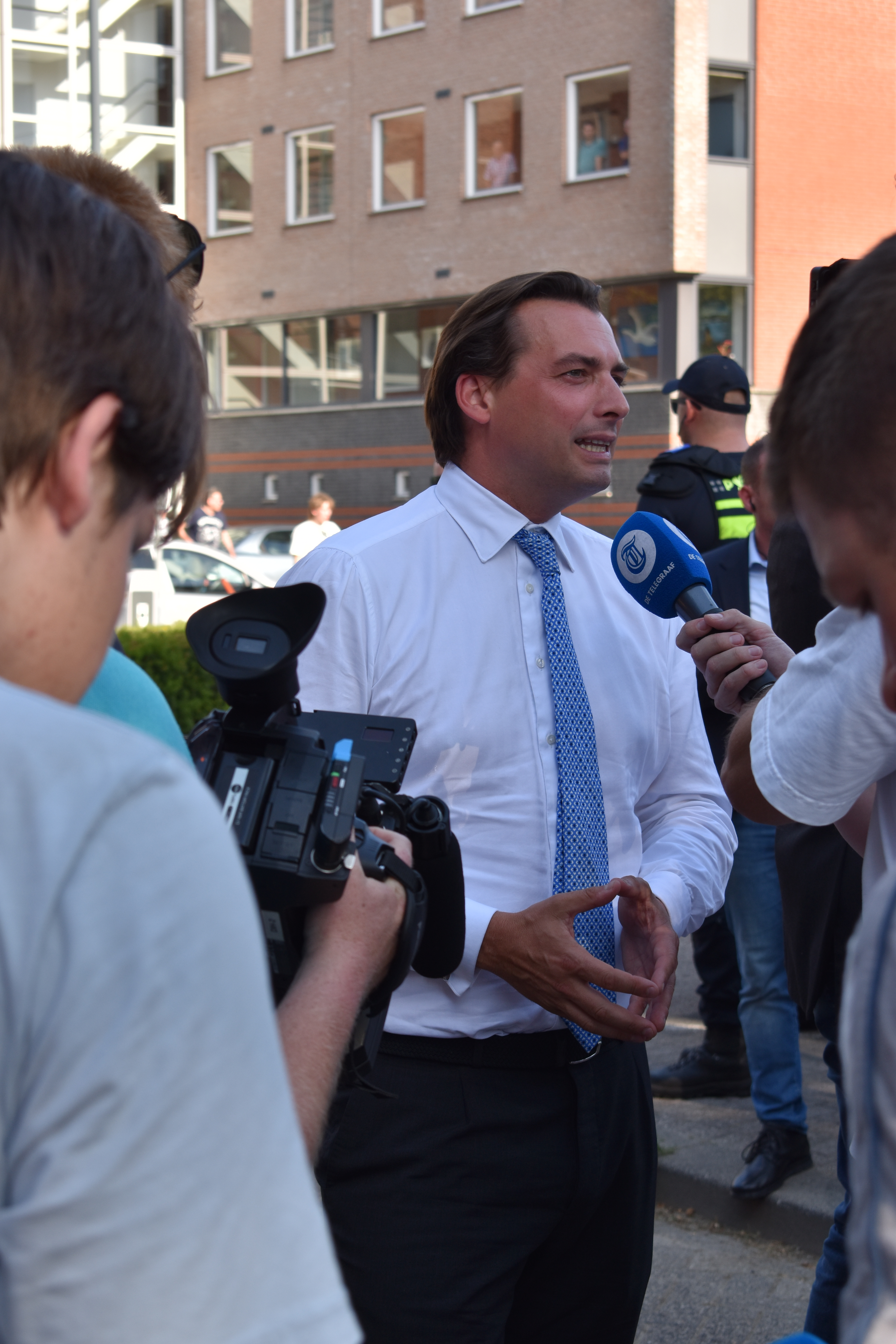
Baudet bij een demonstratie tegen een plan voor een jeugd-azc in Helmond (2025)

Volgens Baudet voelen veel van zijn politieke tegenstanders een groot onbehagen bij hun nationale identiteit, dat hij naar voorbeeld van zijn promotor Scruton duidt met de term oikofobie. In zijn boek Oikofobie. De angst voor het eigene (2013) beschrijft Baudet oikofobie als een verregaande vorm van cultuurrelativisme. De oikofobie zou zich op ten minste drie manieren manifesteren: via het multiculturalisme en het opengrenzenbeleid, via het modernisme in de kunst en via de Europese integratie. Tijdens de verkiezingscampagne in 2017 stelde Baudet dat deze zogeheten oikofobie in Nederland onder andere ontstegen wordt door 'de Nederlandse bevolking homeopathisch te verdunnen met alle volkeren van de wereld'. Baudet maakte volgens hemzelf hiermee vooral bezwaar tegen immigratie uit andere culturen en zich niet aanpassen. Hierdoor dreigen volgens hem belangrijke waarden en vrijheden verloren te gaan.
In het verlengde hiervan heeft Baudet het regelmatig over 'omvolking', waarmee hij suggereert dat de politieke elite bewust migranten, vooral uit niet-westerse landen, naar Nederland haalt om de oorspronkelijke bevolking te vervangen. Critici, zoals historicus Annelotte Janse, brachten naar voren dat nationaalsocialisten deze term in het verleden gebruikt hebben om etnische zuivering aan te duiden, maar volgens Baudet gaf hij met de term kritiek op het immigratiebeleid.
Baudet pleit voor vermindering van immigratie van met name economisch kansarme mensen. Hij wil een immigratiebeleid naar Australisch model, omdat het huidige immigratiebeleid volgens hem hoge kosten met zich meebrengt en hij de Nederlandse natiestaat in stand wil houden. Dat laatste omdat natiestaten zijns inziens noodzakelijk zijn voor democratie en de rechtsstaat. Baudet heeft in het licht van dit vraagstuk eveneens gesteld dat hij wil dat Europa 'dominant blank en cultureel blijft zoals het is'.
In zijn overwinningstoespraak na de Provinciale Staten in 2019, zei Baudet dat Nederland deel uitmaakt van de 'boreale wereld'. Het woord 'boreaal' zou extreemrechts jargon zijn voor 'Arisch', dat hij ontleend zou hebben aan Marine Le Pen, maar volgens Baudet bedoelde hij hier simpelweg 'noordelijk' mee.

### Complotdenken
Baudet heeft zich ontpopt als complotdenker. In een interview kwalificeerde hij politici op nationaal niveau als zwakke tegenstanders die gemanipuleerd worden door een elite van reptielen. Dit is een verwijzing naar een opvatting van de rechts-esoterische en antisemitische publicist David Icke, die stelt dat de wereld geregeerd wordt door hybride en raszuivere reptilians, reptielachtigen. Baudets latere verweer dat dit slechts een metafoor was werd niet geloofwaardig gevonden.

Baudet gelooft dat cultuurmarxisme een kwalijke invloed op de westerse samenleving heeft. In een tweet van augustus 2017 noemde Baudet de Europese Unie een "cultuurmarxistisch project (...) dat tot doel heeft de vernietiging van de Europese beschaving". In april 2020 verklaarde hij:
We zitten gewoon in een bepaalde situatie waarin de cultuurmarxistische linkse mainstream, van VVD, CDA tot en met D66, PvdA, GroenLinks en SP, allemaal min of meer hetzelfde willen. Dat is namelijk de vernietiging van Nederland: massa-immigratie, EU, klimaat, al die andere zaken... Zij hebben alle dagbladen, ze hebben de publieke omroep, ze hebben alle subsidiecircuits, alle musea, alle universiteiten, de hele ambtenarij, de rechterlijke macht. That's what we're up against.
 Tijdens een uitzending van Ongehoord Nederland in 2024 gaf Baudet aan dat hij gelooft dat er bij Amerikaanse verkiezingen van 2020 gefraudeerd was waardoor Trump verloor, zoals Trump zelf bleef beweren. Hij baseerde zijn overtuiging op de ontkrachte complot documentaire 2000 Mules uit 2022.

### Corona
Baudet ontkent de wetenschappelijk vastgestelde oversterfte door de coronapandemie.
Hij heeft de coronamaatregelen in Nederland met de Holocaust vergeleken en is door de rechter gesommeerd om tweets waarin hij deze vergelijkingen heeft gemaakt te verwijderen. Hij kreeg een dwangsom van 25.000 euro per dag of per keer wanneer de verboden worden overtreden.

### Klimaat
Baudet heeft zeer tegendraadse opvattingen over de opwarming van de Aarde. Terwijl wetenschappers er over het algemeen over eens zijn dat deze opwarming een feit is en daarnaast door de mens wordt veroorzaakt, beweert Baudet dat het effect van de menselijke uitstoot van CO2 op het klimaat vaak overdreven wordt. Ook warmt volgens Baudet het klimaat veel minder op dan altijd voorspeld. Verder stelt hij dat Nederland een vrijwel onmeetbaar klein effect heeft op de eventuele temperatuurstijging, van 0,00007 graden Celsius, en dat daarnaast veel grote economieën vrijwel niets doen aan beperking van die uitstoot. Daaruit concludeert hij dat de Nederlandse investeringen in beperking van CO2-uitstoot niet verantwoord zouden zijn.
De opvattingen over het klimaat van Baudet zorgen voor veel maatschappelijke discussie. Zo won Baudet 'de Gouden Hockeystick voor de klimaatontkenner van het jaar', een prijs die uitgereikt wordt door het webblog Sargasso. Baudet krijgt echter ook steun voor zijn klimaatsstandpunten, onder meer van wetenschapsjournalisten als Simon Rozendaal. Baudet noemt het Klimaatakkoord een voorbeeld van "klimaatreligie". Ook verkondigde Baudet met regelmaat controversiële standpunten over klimaatwetenschap op tv en internet, zoals de uitspraak dat klimaatwetenschap een "duistere, hekserijachtige quasiwetenschap" is.
Baudet ontkent regelmatig dat hij een klimaatontkenner is aan de hand van een technisch detail: hij ziet klimaatverandering namelijk als een natuurlijk proces, dat hij niet ontkent. Maar 'klimaatverandering' wordt gebruikt als eufemisme voor de 'opwarming van de Aarde door de mens' en dit is een fenomeen dat Baudet wel ontkent, hoewel dit door 97% van de klimaatwetenschappers wordt onderschreven.

### Gendergelijkheid en feminisme
In 2014 mengde Baudet zich in de maatschappelijke ophef rond versiergoeroe Julien Blanc door deze te verdedigen. Hij onderschreef in een blog de stelling van Blanc dat vrouwen door hun seksuele partner niet alleen maar met respect behandeld willen worden, maar dat mannen zich als alfaman moeten positioneren en dat vrouwen overrompeld, overheerst en overmand willen worden. Deze opvattingen leidden tot kritiek op Baudet, die daarop wederom verklaarde achter de ideeën van Blanc te staan. In de aanloop naar de verkiezingen en daarna gaf Baudet meerdere malen aan dat hij echter nooit had bedoeld dat iemand iets tegen iemand anders' zin mag doen.
Op een vraag van toenmalig Quote-hoofdredacteur Sander Schimmelpenninck over het ontbreken van vrouwen in de Quote 500 antwoordde Baudet in 2017 dat hij inderdaad zag dat vrouwen "minder excelleren in sommige beroepen" en meer interesse hebben in "familieachtige dingen". In een interview met Powned lichtte hij deze uitspraken toe onder verwijzing naar onder meer een rapport van de OESO waaruit zou blijken dat 75% van de Nederlandse vrouwen ervoor kiest om parttime te werken. Ook benadrukte Baudet dat hij verder geen oordeel over dit gegeven had, en nadrukkelijk de mogelijkheid open hield dat dit in de toekomst zou kunnen veranderen; maar dat hij slechts de huidige situatie wilde beschrijven.
In mei 2019 kwam Baudet in het nieuws vanwege een essay, een boekbespreking van Serotonine van Michel Houellebecq, waarin hij de nadelen van het liberalisme en de liberale samenleving wilde schetsen. Zo stelde Baudet dat het geboortecijfer in Europese landen stagneert en daalt wat volgens hem het gevolg is van modern feminisme.

### Europese Unie

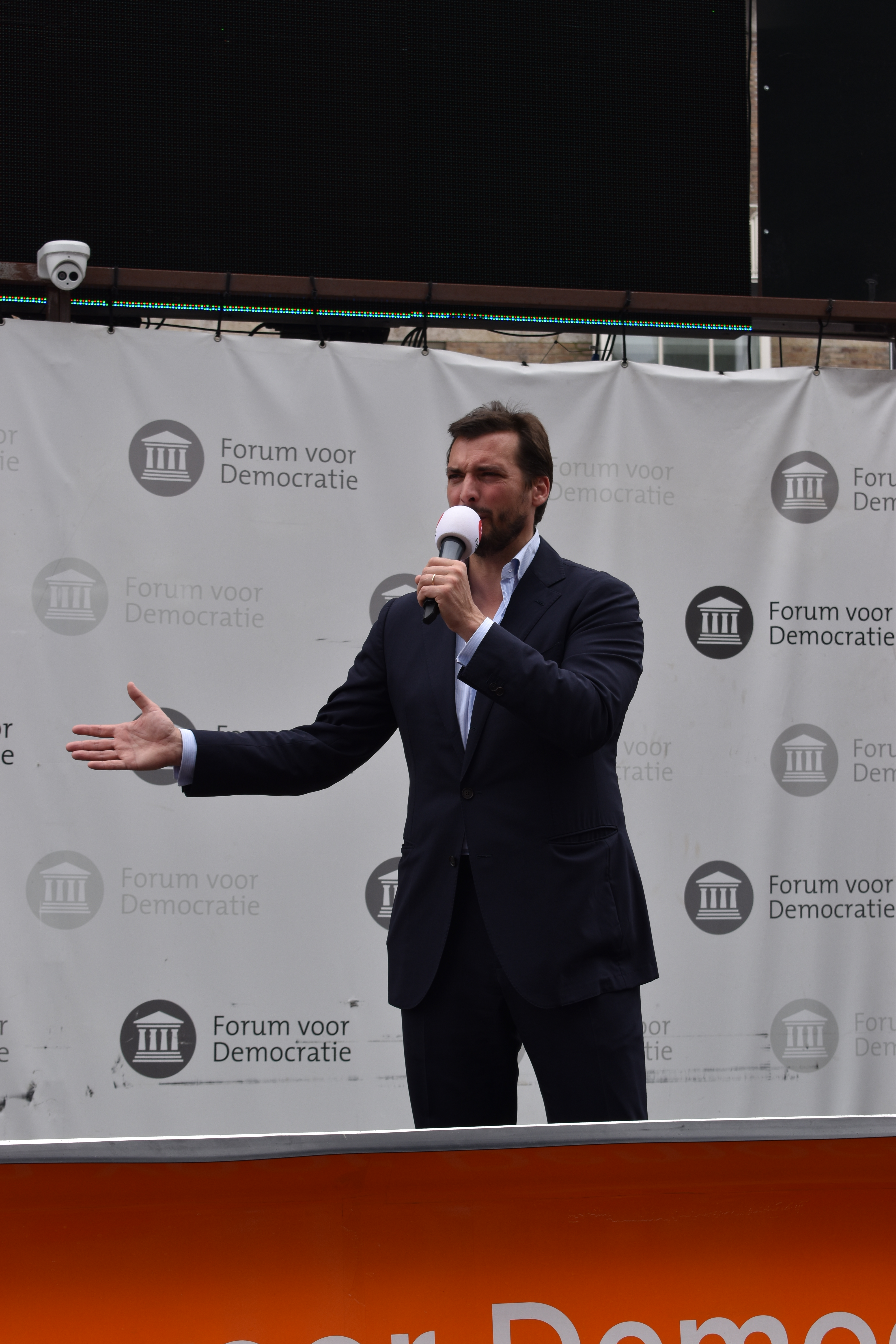
Baudet spreekt in Eindhoven tijdens een tour door Noord-Brabant met de Vredeskaravaan in 2024

Volgens Baudet zijn de Europese Unie en de euro op de langere termijn niet houdbaar. In september 2012 hield hij hierover zijn HJ Schoo-lezing, getiteld Pro Europa dus tegen de EU.
Begin 2013 riep Baudet daarom, gesteund door onder anderen Paul Cliteur, Ewald Engelen, René Cuperus en Ad Verbrugge, op tot een referendum "over de toekomst van Nederland binnen de Europese Unie". Baudet was een van de initiatiefnemers van het Burgerforum EU dat een referendum over de machtsoverdracht van Den Haag naar Brussel bepleitte. Op 26 maart 2013 boden de initiatiefnemers de Tweede Kamer ruim 56.000 handtekeningen aan om een dergelijk referendum af te dwingen.
Het burgerinitiatief behaalde weliswaar ruim de ondergrens van veertigduizend ondertekenaars, maar voldeed niet aan de voorwaarde dat het onderwerp de afgelopen twee jaar niet in de Tweede Kamer was besproken. Wegens de grote belangstelling voor het onderwerp vroeg de beoordelingscommissie van de Tweede Kamer toch tijd aan voor een debat. Op 21 januari 2014 werd het ingediende burgerinitiatief besproken in de Tweede Kamer, waarbij Baudet een toespraak hield, maar er was geen meerderheid voor een referendum over dit onderwerp. Baudet is zelf voor een Nexit, een Nederlands vertrek uit de Europese Unie en voor uittreden uit de Eurozone.
In augustus 2014 trad Baudet als gastspreker op bij de jaarlijkse IJzerwake, waar hij betoogde dat het idee dat nationalisme tot oorlog leidt en Europese eenwording tot vrede niet klopt. In het verlengde daarvan pleitte hij voor een ontbinding van België en voor een onafhankelijke Vlaamse staat.
Om zijn eurokritische gedachtegoed verder te verspreiden richtte hij in 2015 de denktank Forum voor Democratie op. In het Comité van Aanbeveling zetelden onder anderen Roger Scruton en Theodore Dalrymple.
Baudet werd bekend als een van de initiatiefnemers van GeenPeil, dat in 2016 een referendum over het Europese Associatieverdrag met Oekraïne wist te bewerkstelligen. Baudet was tegen het verdrag. Bij het referendum keerde een meerderheid zich tegen het verdrag, maar het Nederlandse kabinet ging na aanpassingen alsnog akkoord met het Oekraïne-verdrag.

### Internationale politiek
De problematiek in de landen van het Midden-Oosten is volgens Baudet "structureel": er is geen oplossing voor. De reden dat er geen vrede met Israël komt is, zo stelt hij, dat de islamitische buurlanden Israël niet willen erkennen. Verder staat FVD voor onvoorwaardelijke steun aan Israël, omdat het volgens de partij een bondgenoot, een succesvolle handelsnatie en een democratie is. In de Syrische Burgeroorlog koos Baudet enerzijds partij voor president Assad, een 'bekende duivel', die volgens hem "een beetje liberaal" is en goed is voor de christenen in Syrië, maar hij bleef principieel tegen ingrijpen in het Midden-Oosten.

### Relatie met Rusland
In februari 2017 berichtte The New York Times dat Baudet tijdens de campagne voor het associatieverdrag met Oekraïne bijgestaan werd door Russen die zich voordeden als Oekraïners die tegen het associatieverdrag met de EU waren. In een interview ontkende Baudet dat hij Russische propaganda verspreidde en zei dat hij enkel probeerde te reageren op wat hij "Europa's opmerkelijke Russofobie" noemde en ervoor wilde zorgen dat het Russische perspectief niet werd ondergesneeuwd.
Baudet stelt zich pro-Russisch op, en bewondert in het bijzonder de Russische president Vladimir Poetin. Baudet noemde Poetin een prachtvent en streefde naar normalisering van de betrekkingen met Rusland. Hij onderschreef regelmatig de Russische voorstelling van zaken. Zo ontkende hij dat Aleksej Navalny vergiftigd zou zijn door de Russische geheime dienst. Baudet weigerde ook de Russische invasie van Oekraïne in 2022 te veroordelen en zei dat het Westen schuldig was aan de oorlog.
Door deze pro-Russische uitspraken wordt Baudets onafhankelijkheid in twijfel getrokken. Zo onderhield hij al tijdens de campagne voor het Oekraïnereferendum nauwe contacten met de pro-Russische Oekraïner Vladimir Kornilov. Appjes wekten de indruk dat Kornilov Baudet betaalde, wat Baudet altijd ontkende en wat niet vast is komen te staan. Ook onderhoudt Baudet nauwe banden met de Britse journalist John Laughland, die jarenlang een door Rusland gefinancierde denktank leidde. Verder onderhield Baudet contact met de neofascistische strateeg van Poetin, Aleksandr Doegin. Baudet werd eind 2020 ook gewaarschuwd door AIVD-baas Erik Akerboom dat hij mogelijk benaderd kon worden door Russische agenten.
Op 26 oktober 2023 werd Baudet, toen hij een lezing ging geven aan de UGent, aangevallen door een man die met een Oekraïens accent een anti-fascistische boodschap riep. Eerder die avond was er al een protest in het centrum van Gent. Een twintigtal mensen was er samengekomen om hun ongenoegen te uiten voor de komst van Baudet. Ze waren gehuld in Oekraïense vlaggen en hielden een papier vast met daarop de woorden "Neen aan Russische oorlogspropaganda. Neen aan Thierry Baudet".
Een maand later, op 20 november, werd Baudet in een café in Groningen met een bierfles op zijn hoofd geslagen. Een 15-jarige jongen werd hiervoor opgepakt.

## Persoonlijk
Baudet is sinds november 2021 getrouwd. Antoine Bodar, een bevriende katholieke priester die zou spreken, zegde enkele dagen ervoor af na overleg met zijn kerkelijke overheid. Op 24 september 2022 werden Baudet en zijn vrouw ouders van een zoon. Op 9 januari 2025 kregen Baudet en zijn vrouw een dochter.

## Verkiezingskandidaturen
| Verkiezing                               | Positie | Stemmen | Ref             |
| ---------------------------------------- | ------- | ------- | --------------- |
| Tweede Kamer 2017                        | 1       | 124.991 | [ 120 ]         |
| Gemeenteraad 2018 in Amsterdam           | 18      | 2.213   | [ 121 ] [ 122 ] |
| Provinciale Staten 2019 in Noord-Holland | 21      | 56.154  | [ 123 ]         |
| Provinciale Staten 2019 in Zuid-Holland  | 20      | 77.035  | [ 124 ]         |
| Europese Parlement 2019                  | 12      | 164.711 | [ 125 ]         |
| Tweede Kamer 2021                        | 1       | 245.323 | [ 126 ] [ 127 ] |
| Gemeenteraad 2022 in Urk                 | 10      | 93      |                 |
| Gemeenteraad 2022 in Amsterdam           | 21      | 2.064   | [ 121 ] [ 128 ] |
| Provinciale Staten 2023 in Noord-Holland | 50      | 11.870  |                 |
| Eerste Kamer 2023                        | 25      | 0       | [ 129 ]         |
| Tweede Kamer 2023                        | 1       | 163.881 |                 |

## Publicaties

### Artikelen
- (en)  Houellebecq’s Unfinished Critique of Liberal Modernity, American Affairs, 2019.[130]

### Boeken
- Conservatieve Vooruitgang (met Michiel Visser), Amsterdam: Prometheus/Bert Bakker, 2010. ISBN 9789035135635
- The Significance of Borders: Why Representative Government and the Rule of Law Require Nation States[131], Leiden/Boston: Brill Publishers, 2012. Proefschrift Universiteit Leiden ISBN 9789004228085
- De aanval op de natiestaat (vertaalde bewerking van proefschrift Universiteit Leiden), Amsterdam: Prometheus/Bert Bakker, 2012. ISBN 9789035137530
- Pro Europa, dus tegen de EU – H.J. Schoo-lezing 2012, Amsterdam: Elsevier, 2012. ISBN 9789035250949
- Oikofobie. De angst voor het eigene, Amsterdam: Prometheus/Bert Bakker, 2013. ISBN 9789035140004
- Thuis in de tijd (met Geert Mak), Prometheus, 2014. ISBN 9789035141995
- Van Bach tot Bernstein (in samenwerking met Arie Boomsma), Prometheus, 2014. ISBN 9789044627084
- Voorwaardelijke liefde (roman), Amsterdam: Prometheus/Bert Bakker, 2014. ISBN 9789044626810
- Breek het partijkartel!, Amsterdam: Prometheus, 2017. ISBN 9789044633689
- Van elk waarheen bevrijd (roman), Amsterdam: Prometheus, 2018. ISBN 9789044637359
- Politiek van het gezond verstand, Amsterdam: Amsterdam Books, 2020. ISBN 9789083063010
- De ravage van tien jaar Rutte (met Paul Frentrop), Amsterdam: Amsterdam Books, 2020. ISBN 9789083063041
- Het Coronabedrog: de echte geschiedenis van COVID-19, Amsterdam: Amsterdam Books, 2022. ISBN 9789083229249
- De Gideonsbende, Amsterdam: Amsterdam Books, 2023. ISBN 9789083271514
- Niemand in de Cockpit (in samenwerking met Lidewij de Vos), Amsterdam: Amsterdam Books, 2023. ISBN 9789083271590

Voor het boek Europees realisme - Voor een Europa van natiestaten, van auteur Derk Jan Eppink uit 2019, schreef Baudet het voorwoord.

### Bestseller 60
| Boeken met noteringen in de Nederlandse Bestseller 60 | Jaar van verschijnen | Datum van binnenkomst | Hoogste positie | Aantal weken | Opmerkingen                        |
| ----------------------------------------------------- | -------------------- | --------------------- | --------------- | ------------ | ---------------------------------- |
| Van Bach tot Bernstein                                | 2014                 | 30-04-2014            | 47              | 1            | in samenwerking met Arie Boomsma   |
| Politiek van het gezond verstand                      | 2020                 | 30-06-2020            | 50              | 1            |                                    |
| Het Coronabedrog                                      | 2022                 | 08-03-2022            | 1(3wk)          | 7            |                                    |
| De Gideonsbende                                       | 2023                 | 15-02-2023            | 1(2wk)          | 5            |                                    |
| Niemand in de Cockpit                                 | 2023                 | 18-10-2023            | 11              | 1            | in samenwerking met Lidewij de Vos |